# 不赦之罪
《不赦之罪》（英語：Valley of the Shadow of Death）為2025年香港犯罪懸疑驚慄劇情片，由林善及譚善揚導演，譚善揚編劇，黃秋生、蘇玉華、歐鎮灝、陳書昕及陳紫萱主演。故事關於犯人尋求寬恕贖罪的故事，為少數香港背景以基督宗教為題之影視作品。為香港電影工作者總會發起之《總會拍電影》計劃首季得獎作品之一，2025年4月14日先在香港國際電影節舉行首映。

## 故事概要
「愛你的仇敵，因愛能勝過仇恨。」 說來動聽，但有多少人真的能行出所信？強要將愛蓋過恨，會否反而激起更深的仇怨？梁牧師（黃秋生 飾）的女兒晴晴（陳書昕 飾）被強姦後自殺了。幾年後，強暴女兒的少年犯阿樂（歐鎮灝 飾）刑滿出獄，還加入了教會。梁牧師應該按信仰去寬恕，還是為愛狠狠報復？

## 演員
- 黃秋生 飾 梁保羅
- 蘇玉華 飾 梁師母
- 歐鎮灝 飾 陳梓樂
- 陳書昕 飾 梁恩晴
- 陳紫萱 飾 Grace
- 毛曄穎 飾 容姑娘

## 製作

### 劇本源起及開發
《不赦之罪》源於譚善揚於香港演藝學院電影電視學院課程的2020年畢業劇本功課。譚善揚生於基督教家庭，唯對於經文與現實人性而引發的衝突，引起了譚的興趣而寫下本劇本。當時譚的導師陳詠燊於閱畢初稿後大感興趣，繼而鼓勵譚修改劇本以及將其引薦予電影監製廖婉虹。陳詠燊亦引薦了同是有基督教背景、曾在鮮浪潮執導宗教題材短片的林善參與本項目共同執導，並鼓勵參加首部劇情電影計劃但落選。隨後2021年，陳引薦了兩人報名參與香港電影工作者總會主辦的第一屆《總會拍電影》計劃評選，於2022年10月最後擠身十強後與《惡人當道》共同勝出評選，獲注資420萬港元，投入前期籌備開拍。

### 選角
據譚、林兩人於宣傳期間訪問透露，梁牧師角色一開始已屬意黃秋生演出。而強姦少年犯釋囚陳梓樂這角色，於經過選角後最終由歐鎮灝中選演出。譚、林兩人透露其角色必須要和坊間對強姦犯的印象有強大反差、兼要年輕及表現出外表「人畜無害」的特質，因而選中歐鎮灝。於2023年完成選角，隨後同年12月進入劇本圍讀。

### 拍攝
本片於2024年1月正式進入主體拍攝，總共用了14個拍攝日、歷時三星期內拍峻。

## 上映及宣傳
本片於2024年入圍東京國際電影節「亞洲未來」競賽單元，於同年10月31日於東京進行世界首映。隨後於2025年4月14日參與香港國際電影節作香港首映，同年6月5日正式公映。

## 外部連結
- 不赦之罪的Instagram帳戶
- 不赦之罪的Threads
- 豆瓣电影上《不赦之罪》的資料 （简体中文）
- 互联网电影数据库（IMDb）上《不赦之罪》的资料（英文）